# Frosinone Calcio
Frosinone Calcio este un club de fotbal din Frosinone, Lazio, care evoluează în Serie B. A fost fondată în 1906 și refondată în 1990. Culorile oficiale sunt galbenul și albastrul.

## Jucători notabili
- Marco Cari
- Sandro Ciotti
- Stefano Colantuono
- Salvatore Silvestri
- Masiello Luciano
- Paolo Santarelli

## Antrenori notabili
- Daniele Arrigoni
- Bruno Giordano
- Ivo Iaconi
- Alberto Cavasin

## Recorduri
Sursă: Site-ul oficial al echipei Frosinone Calcio
- Cele mai multe meciuri în campionatul intern – 287, Marco Cari
- Cele mai multe goluri în campionatul intern – 64, Paolo Santarelli